# D338BIS (Sarthe)
De D338BIS is een korte departementale weg in het West-Franse departement Sarthe. De weg loopt van de D338 (de voormalige N138) in Arçonnay naar de A28 en vormt zo de zuidelijke toegangsweg van Alençon. De D338BIS is 2 kilometer lang.

## Geschiedenis
Oorspronkelijk was de D338BIS onderdeel van de N438. In 2006 werd de weg overgedragen aan het departement Sarthe, omdat de weg geen belang meer had voor het doorgaande verkeer. De weg is toen omgenummerd tot D338BIS.